# Verderio Superiore
Verderio Superiore este o comună din provincia Lecco, Italia. În 2011 avea o populație de 2,707 de locuitori.

## Demografie
Format:Demografia/Verderio Superiore